# ARPANET
 (engl. Advanced Research Projects Agency Network) je prva računarska mreža na svetu čije se funkcionisanje baziralo na komutaciji paketa podataka. ARPANET je ujedno i preteča Interneta. ARPANET je razvijena u periodu 1967—1969 od strane agencije ARPA (U.S. Department of Defense Advanced Research Projects Agency). ARPA je kasnije je preimenovana u DARPA.

## Početna arhitektura
ARPANET se sastojala od malih računara pod imenom Interface Message Processors (IMP). Računari su skladištili i preusmeravali pakete podataka, i bili međusobno povezani modemima koji su komunicirali međusobno bit-serijskom vezom brzinom od 50 kbita/sekundi.
Prva mreža imala je konfiguraciju od 4 računara koji su se nalazili u sledećim univerzitetskim računarskim centrima u SAD:
- Kalifornijski univerzitet, Los Anđeles — UCLA;
- Stanford istraživački centar — SRI;
- Kalifornijski univerzitet, Santa Barbara i
- Univerzitet Juta.

Prva ARPANET veza uspostavljena je 29. oktobra 1969. godine između IMP-a na UCLA i SRI. Decembra 1969. sva četiri računara bila su međusobno povezana.
ARPANET je osmišljen kao vojni projekat. Početna ideja je bila da se povežu američke vojne baze. Kasnije, uvidjevši mogućnosti ovog projekta ideja o povezivanju samo vojnih baza je prerasla u ekonomski isplativu investiciju koja se danas naziva jedinstvenim imenom INTERNET.

## Razvoj protokola
Za potrebe istraživačkog projekta ARPANET razvijeni su različiti mrežni protokoli, između ostalog i TCP/IP, na kome se bazira Internet. TCP/IP razvijen je 1969.

## Spoljašnje veze
- DARPA (језик: енглески)
- Istorija ARPANET-a (језик: енглески)